# Мазур Олександр Григорович
Олександр Григорович Мазур (* 13 серпня 1913, Широке (Барський район), (стара назва Попівка) Вінницька область — †16 грудня 2005, Москва) — український радянський спортсмен, перший радянський чемпіон світу в тяжкій вазі із класичної боротьби, чотирьохразовий чемпіон СРСР у важкій вазі.

## З життєпису
Виступати почав у цирку у стилі французької боротьби, був знайомий з Іваном Піддубним. У 1942 р. був відозваний з фронту і направлений на тренування в інститут фізкультури. У 1943 р. виграв перший чемпіонат СРСР з класичної боротьби, отримав бронзову медаль. У 1944 р. вперше став чемпіоном СРСР у важкій вазі. З того часу неодноразово завойовував перші та другі місця. У віці 42 років, у 1955 році став першим радянським чемпіоном світу. Після цієї перемоги вийшов на тренерську роботу, якою займався близько 50 років, виховав цілу плеяду радянських борців.
Був нагороджений Орденами Трудового Червоного Прапора, Вітчизняної війни, Червоної Зірки та іншими медалями.
Помер 16 грудня 2005 року у Москві.